# Phygadeuon kozlowi
Phygadeuon kozlowi är en stekelart som beskrevs av Kokujev 1909. Phygadeuon kozlowi ingår i släktet Phygadeuon och familjen brokparasitsteklar. Inga underarter finns listade i Catalogue of Life.